# Grozdan Iliev
Grozdan Nikolov Iliev (en bulgare : Гроздан Николов Илиев) est un juriste bulgare né le 1er septembre 1948 à Elin Pelin.

## Biographie
Il est né le 1er septembre 1948 dans la ville de Novoseltsi (aujourd'hui Elin Pelin). En 1972, il obtient son diplôme de droit à l'Université Saint-Clément-d'Ohrid de Sofia. Il a d'abord travaillé comme procureur dans sa ville natale d'Elin Pelin (1974-1979), puis au parquet de Sofia (1979-1983), après quoi il a été juge militaire, à partir de 1989, à la chanbre militaire de la Cour suprême. Après la création de la Cour suprême de cassation en 1996, il en devint membre et fut pendant quelque temps vice-président et chef de sa chambre pénale.
En 2013, il a été élu par l'Assemblée nationale comme membre de la Cour constitutionnelle, après deux tentatives infructueuses du GERB, alors au pouvoir, pour désigner des candidats à ce poste.